# Yona Wallach
Yona Wallach (Hebreeuws: יונה וולך) (Kiryat Ono, 10 juni 1944 - aldaar, 26 september 1985) was een Israëlisch dichteres. Ze wordt beschouwd als een revolutionaire feminist en postmodernist.

## Biografie

### Jeugd
Wallach werd op 10 juni 1944 geboren in Kiryat Ono en was de tweede en jongste dochter van Michael Wallach en Esther Goffman. Haar ouders emigreerden van Bessarabië naar Palestina; Michael werd geboren in Lipcani (thans Moldavië), Esther in Chotyn (thans Oekraïne). De voornaam Yona werd haar gegeven ter ere van drie eerder overleden familieleden. Op vierjarige leeftijd verloor Wallach haar vader, die werd gemarteld en gedood in de Arabisch-Israëlische Oorlog van 1948. Samen met haar oudere zus Nira groeide Wallach op in de naar hun vader vernoemde straat. Michael was namelijk een van de oprichters van Kiryat Ono.
Op de basisschool deed Wallach het goed, maar naarmate ze ouder werd, werd ze rebelser en begon ze zich androgyn te kleden door haar vaders kleding te dragen. Op 16-jarige leeftijd onderging Wallach haar eerste abortus. Nadat ze van de middelbare school werd gestuurd, bracht ze een korte tijd door aan het Avni Instituut voor Kunst en Design in Tel Aviv.
Rond haar negentiende vertrok Wallach naar Jeruzalem. Hoewel ze nooit hoger onderwijs had genoten, was ze een fervent lezer en leerde ze naar eigen zeggen van de wereld om haar heen. Het was in de hoofdstad waar ze begon om te gaan met criminelen en drugsdealers, en waar ze geïntegreerd raakte door hun levensstijl en 'de lelijke realiteit van de wereld'.

### Psychiatrie en seksualiteit
Vanaf haar tienerjaren leed Wallach aan psychische stoornissen. Rond haar twintigste werd ze voor het eerst opgenomen in een psychiatrisch ziekenhuis, nadat ze had geprobeerd haar moeder te verwonden. Het was in deze instelling waar ze een arts ontmoette die profiteerde van haar bereidheid om met medicijnen te experimenteren. Hoewel hij onervaren was met doseringen, stemde Wallach in met een lsd-therapie, waar ze later bijna aan zou bezwijken. Naar eigen zeggen genoot Wallach van de psychotische effecten en beschreef ze de hallucinaties als een verruiming van haar bewustzijn.
In het dossier noteerde haar therapeut dat Wallach een 'afwijkende seksualiteit' had doordat ze zich identificeerde als homoseksueel, hoewel ze nog steeds seksuele relaties met mannen onderhield. Aangenomen kan worden dat ze in wezen biseksueel was. Wallach raakte meermaals zwanger en liet alle zwangerschappen afbreken door middel van abortus. Naar eigen zeggen wilde ze het moederschap ervaren zonder moeder te worden.
Op 24-jarige leeftijd werd Wallach voor de tweede keer opgenomen in een psychiatrisch ziekenhuis. Doordat vrienden bang waren dat Wallach - door het buitensporige drugsgebruik - suïcidaal geworden was, werd zij vierenhalf maand opgenomen. Later zou Wallach beweren dat ze zich pas veilig begon te voelen nadat haar poëtische werk werd gepubliceerd.

### De laatste jaren
Nadat Wallach was ontslagen uit de psychiatrische instelling, verbleef ze bij haar moeder in Kiryat Ono. Zij leed inmiddels aan de ziekte van Parkinson en Wallach werd haar belangrijkste verzorger. Desondanks leek Wallach niet veel om haar moeder te geven; de medische gegevens suggereerden dat ze verantwoordelijk was voor de blauwe plekken op haar moeders lichaam.
In 1974 deed Wallach haar eerste zelfmoordpoging, maar weigerde een volgende ziekenhuisopname. In 1981, op 36-jarige leeftijd, voelde Wallach een bobbeltje in haar borst en kreeg ze de diagnose borstkanker. Ze weigerde de behandeling, omdat ze geloofde dat de geest die haar aanstuurde tijdens het schrijven van gedichten, ook zou helpen bij de genezing. Toen na twee jaar de lichamelijke klachten ondraaglijk waren geworden zocht Wallach alsnog hulp. Ze onderging een behandeling, maar overleed desondanks op 26 september 1985.

## Literaire werk
Wallach was een veelbelovende jonge dichteres, die haar talenten vele jaren verwaarloosde terwijl ze experimenteerde met drugs en de joodse mystiek verkende. Haar eerste gedichten werden in januari 1964 gepubliceerd in het Israëlische dagblad Yediot Ahronot. Hierna volgden verschillende publicaties in tijdschriften. Met de rockband die ze samen met twee mannelijke vrienden oprichtte, begon ze later haar gedichten voor te dragen. Doordat enig zangtalent ontbrak, reciteerde Wallach haar werk. Met haar provocerende kleding en expliciet seksuele gedichten amuseerde ze haar publiek.
Hoewel ze bekend was in de literaire kringen, kreeg ze weinig lovende kritieken. Pas in de jaren ’70 raakte Wallach bekend bij het grote publiek. Haar dichtbundel uit 1976, Shirim, betekende haar doorbraak. Ze won diverse literaire prijzen en haar werk werd op grotere schaal gepubliceerd.
Haar laatste verzamelwerk, Mofah, werd postuum gepubliceerd.

## Dichtbundels
- 1966: Devarim ('Dingen'), uitgeverij Achshav
- 1969: Shnei ganim ('Twee tuinen'), uitgeverij Daga
- 1976: Shirim ('Gedichten'), uitgeverij Siman Kriah
- 1983: Or pere ('Wild licht'), uitgeverij Echut
- 1985: Tzurot ('Vormen'), uitgeverij Hakibbutz Hameuchad/Siman Kriah
- 1985: Mofah ('Verschijning'), uitgeverij Hakibbutz Hameuchad

## Trivia
- Wallachs ouderlijk huis bestaat niet meer, maar de grote tuin nog wel.
- In 2012 maakte Yair Qedar de documentaire The Seven Tapes over Wallachs leven.
- In 2014 verscheen de dramafilm Yona over Wallachs leven door Nir Bergman.

- Bibliothèque nationale de France: cb13339546k (data)
- Catàleg d'autoritats de noms i títols de Catalunya: 981058612137706706
- Gemeinsame Normdatei: 119280914
- International Standard Name Identifier: 0000 0001 0882 2306
- Library of Congress Control Number: n83319679
- MusicBrainz: b2e48239-7da3-4831-b9a2-c61bf47025bd
- Nationale Bibliotheek van Israël: 987007269517405171
- Nationale en Universitaire bibliotheek Zagreb: 000339817
- Nederlandse Thesaurus van Auteursnamen: 185446752
- SNAC: w66h73xv
- Système universitaire de documentation: 077152573
- Virtual International Authority File: 27214116
- WorldCat: E39PBJjXkyjMdjDJF9PgdHfcyd